# Coming-Outdag

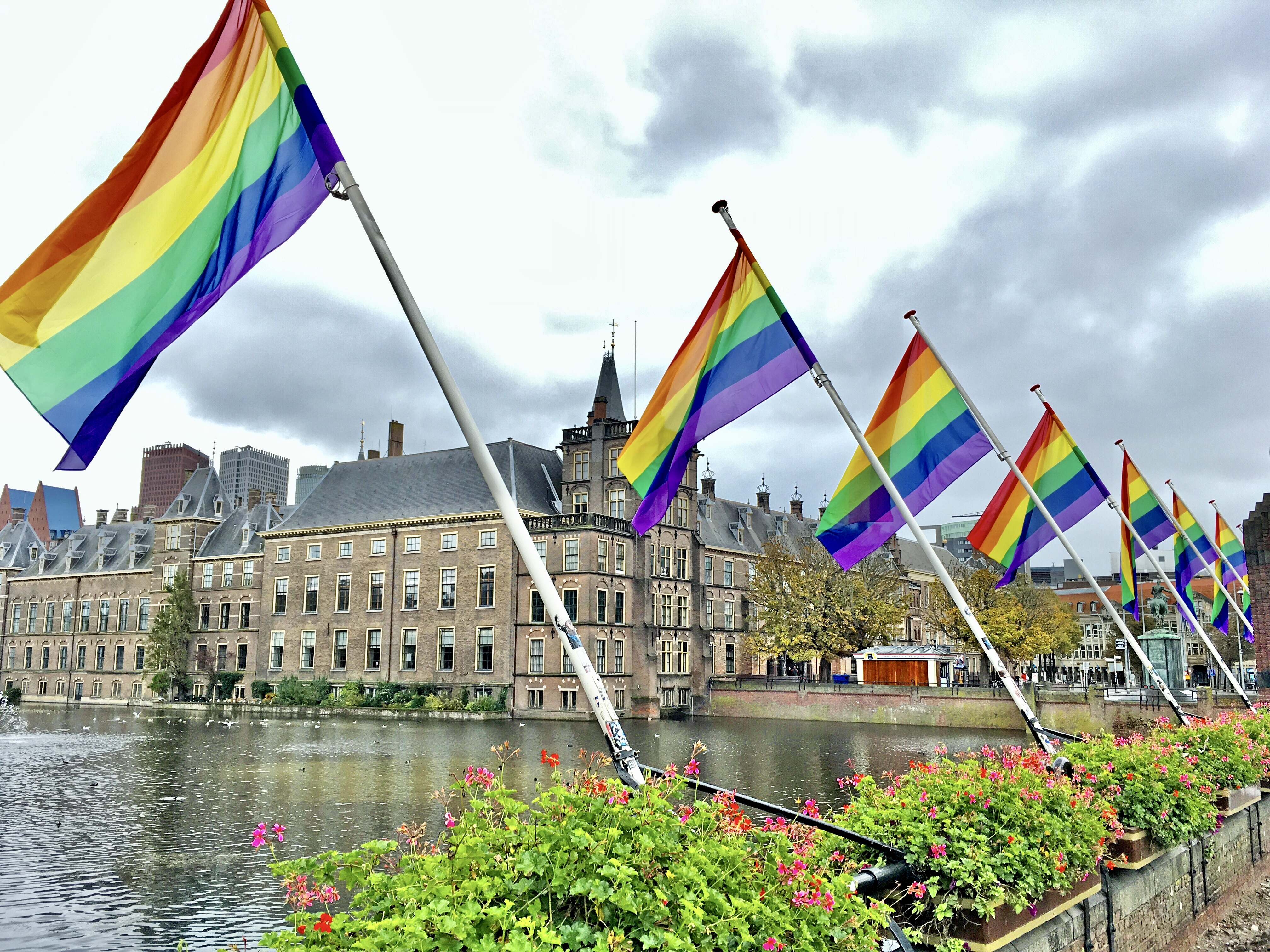
Coming-Outdag 2020: Regenboogvlaggen wapperen langs de Hofvijver naast het Binnenhof in Den Haag

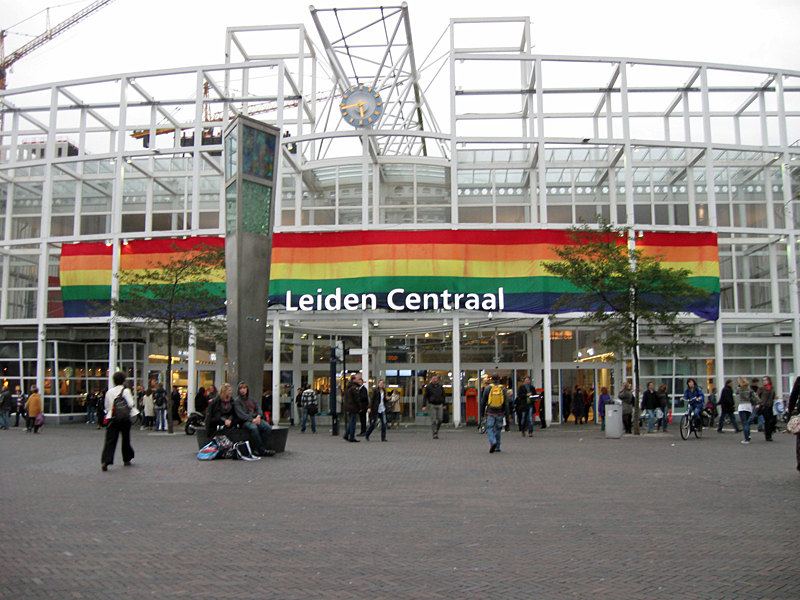
Station Leiden Centraal, ter gelegenheid van Coming-Outdag 2011 versierd met een grote regenboogvlag

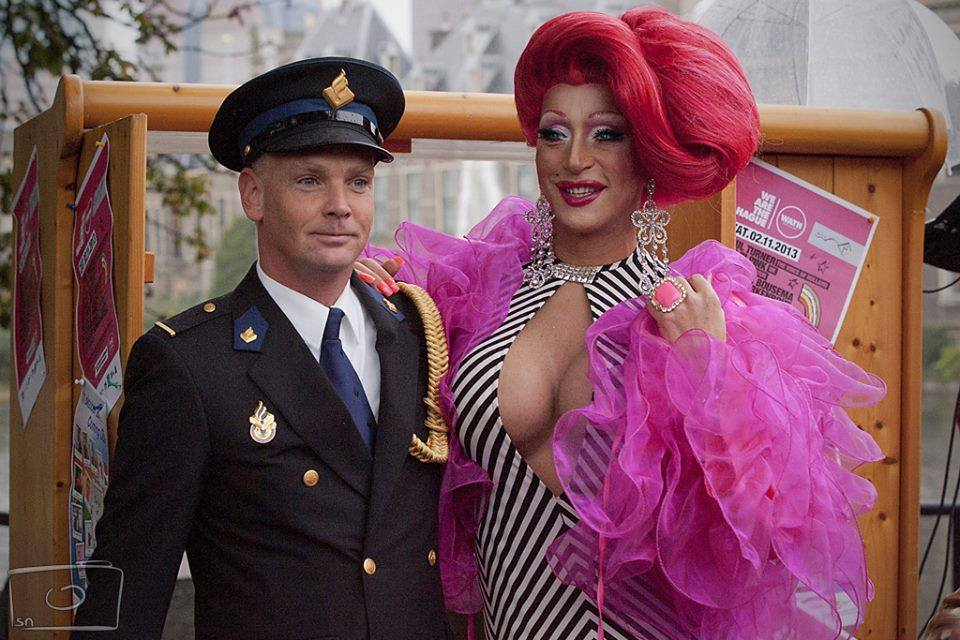
DeeDee Janssens met een politie-agent van Roze in Blauw

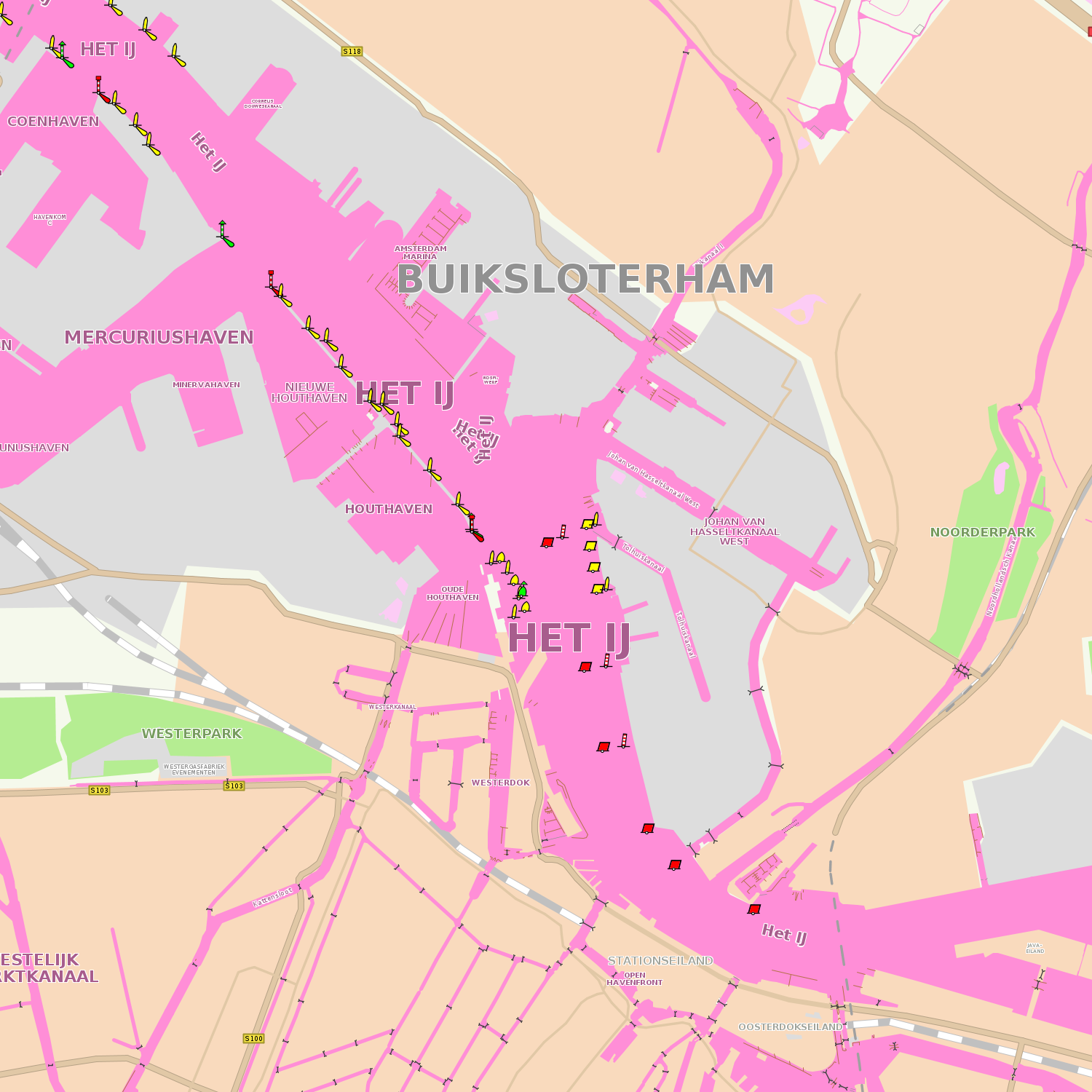
Roze waterkaart van MarinePlan, ter gelegenheid van Coming-Outdag 2018

Op Coming-Outdag (Engels: Coming Out Day), die jaarlijks op 11 oktober plaatsvindt, wordt aandacht besteed aan het uit de kast komen oftewel de coming-out; het moment dat (LHBT) mensen openlijk uitkomen voor hun seksuele geaardheid of genderidentiteit. Coming-Outdag vond voor het eerst plaats in 1988 in de Verenigde Staten en wordt sinds 2009 ook in Nederland gehouden.
Anders dan de Gay Pride en Roze Zaterdag in Nederland en The Belgian Pride in België, vindt op Coming-Outdag geen grote centrale viering plaats, maar worden er in meerdere plaatsen kleinere activiteiten georganiseerd door lokale homo- en jongerenorganisaties, al dan niet in samenwerking met heteroseksuele sympathisanten. In 2021 hadden acht middelgrote Nederlandse plaatsen hiervoor een meerdaags programma onder de naam Regenboogweek.

## Nederland
In 2009 riep de toenmalige minister van Onderwijs, Cultuur en Wetenschap Ronald Plasterk de datum 11 oktober ook voor Nederland uit tot Nationale Coming-Outdag, om daarmee de sociale acceptatie van LHBT (lesbische vrouwen, homoseksuele mannen, biseksuelen en transgenders) te bevorderen. Sindsdien worden op die datum in diverse steden activiteiten georganiseerd, die gecoördineerd worden door COC Nederland. 
Het evenement is onder meer zichtbaar door de speciale poster die door het COC wordt gemaakt. Aanvankelijk gebeurde dit samen met de Gay Krant, maar na het faillissement daarvan wordt de poster nu uitgevoerd met medewerking van de tijdschriften Winq en Zij aan Zij. Deze poster wordt landelijk verspreid via de homohoreca en ook afgedrukt in de half miljoen exemplaren van het gratis dagblad Metro.
Coming-OutDag wordt daarnaast zichtbaar gemaakt doordat een elk jaar groter aantal provincies en gemeentes de regenboogvlag uithangen. In 2014 deden 38 gemeentes dat, in 2015 waren het er meer dan 80 en in 2016 hing deze vlag bij 144 van de 390 Nederlandse gemeentes alsmede bij 9 van de 12 provincies. Bij Vlaamse en Brusselse gemeentes wordt de regenboogvlag op de Internationale Dag tegen Homofobie en Transfobie (IDAHOT) op 17 mei uitgehangen.
Bovendien werden met name in 2016 op de Coming-Outdag in een reeks van steden en plaatsen regenboog(zebra)paden aangelegd als een permanent teken van tolerantie en diversiteit en gebeurde dat sinds 2019 in diverse plaatsen middels een regenboogbank. In 2018 werd door MarinePlan een roze waterkaart (in plaats van het klassieke blauw) getoond als gevolg van "software met zichzelf in de knoop".
De Nederlandse Coming-Outdag had aanvankelijk elk jaar een thema en/of motto:
- 2009: Roze senioren
- 2010: Stop het geweld!
- 2011: Uit de kast werkt beter (kunnen zijn wie je bent op de werkvloer)
- 2012: Uit de kast scoort! (lhbt-acceptatie in de sport)
- 2013: 'mannelijke' vrouwen en 'vrouwelijke' mannen
- 2014: Bi zijn is ook een vak

Nadien is er geen thema meer vastgesteld en was de nadruk van deze dag ondertussen ook verschoven naar dat "iedereen het hele jaar door zichzelf moet kunnen zijn".

## Geschiedenis
De Coming-Outdag gaat terug op de Second National March on Washington for Lesbian and Gay Rights op 11 oktober 1987. Daarin liepen ongeveer 500.000 mensen mee om te demonstreren tegen een uitspraak van het federale hooggerechtshof waarin de rechtmatigheid van een verbod op sodomie (homoseksuele handelingen) erkend werd.
Naar aanleiding hiervan kwamen de psycholoog Rob Eichberg, oprichter van de zelfhulpgroep The Experience, en Jean O'Leary, directeur van de National Gay Rights Advocates (NGRA), op het idee om een nationale actiedag te organiseren om het uit de kast komen te vieren. Als datum werd 11 oktober gekozen, waarop een jaar eerder de eerdergenoemde mars plaatsvond.
Het kantoor van de NGRA in West Hollywood werd het hoofdkwartier van de National Coming Out Day en op 11 oktober 1988 werd in 18 staten van de VS de eerste Coming Out Day gevierd. Dit kreeg veel media-aandacht en de kunstenaar Keith Haring maakte een tekening die sindsdien als logo van dit evenement fungeert.
In 1989 werd het hoofdkantoor van de National Coming Out Day verplaatst naar Santa Fe in New Mexico en in 1990 werd het evenement in alle 50 staten van de VS, alsmede in zeven andere landen gehouden. Buiten de Verenigde Staten wordt Coming Out Day tegenwoordig ook gevierd in onder andere Australië, Nieuw-Zeeland, Canada, Groot-Brittannië, Kroatië, Duitsland, Zwitserland, Polen en Nederland.

## Annie Brouwer-Korfprijs
In 2007 riep de organisatie van het festival Midzomergracht een prijs in het leven voor mensen of organisaties die zich bijzonder inzetten voor de emancipatie en acceptatie van homo- en biseksuelen. De jaarlijkse prijs is genoemd naar de toenmalige burgemeester van Utrecht, Annie Brouwer-Korf, en bestaat uit een geldbedrag van 5000 euro. Sinds 2023 wordt de prijs uitgereikt als onderdeel van het Utrecht Queer Culture Festival, op Coming-Outdag.